# Bothriembryon angasianus
Bothriembryon angasianus är en snäckart som först beskrevs av Ludwig Pfeiffer 1864.  Bothriembryon angasianus ingår i släktet Bothriembryon och familjen Bulimulidae. Inga underarter finns listade i Catalogue of Life.